# WOW (Luftfahrtallianz)
WOW war eine internationale strategische Luftfahrtallianz von Frachtfluggesellschaften.

## Geschichte

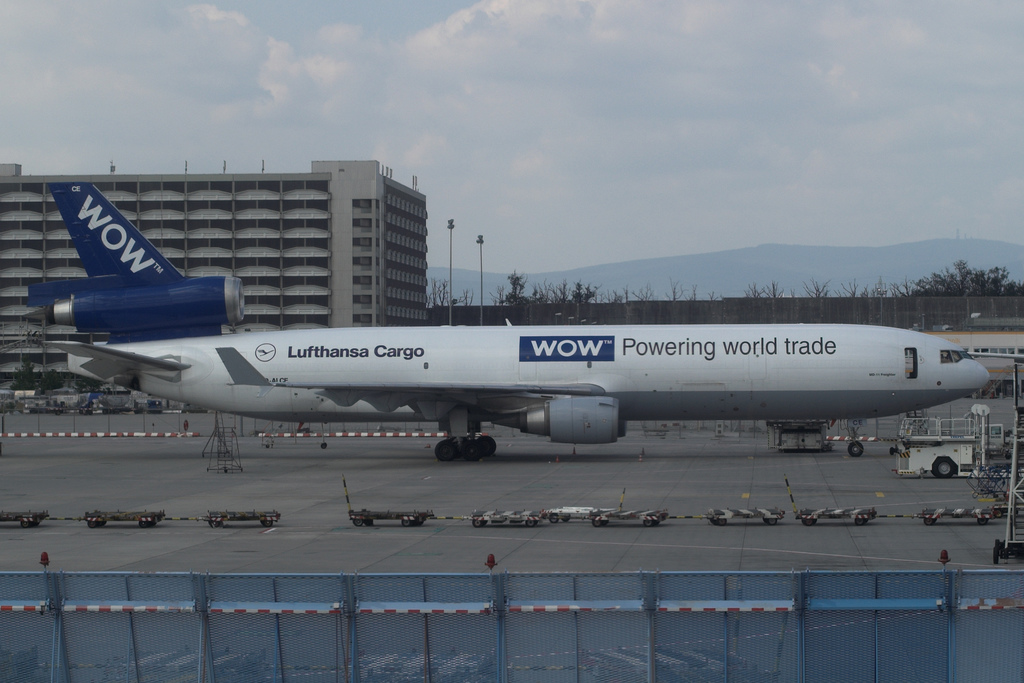
Eine McDonnell Douglas der Lufthansa Cargo in ehemaliger WOW-Lackierung

WOW wurde im April 2000 unter dem Projektnamen New Global Cargo von Lufthansa Cargo, Singapore Airlines Cargo und SAS Cargo gegründet. Der spätere Name WOW ist keine Abkürzung, sondern soll Dynamik und Innovation widerspiegeln. Unter dem Dach von WOW werden beispielsweise gemeinsam Frachtkapazitäten vermarktet. Seit dem 1. Oktober 2001 waren die Produkte der drei gründenden Fluggesellschaften vollständig integriert. Im Juli 2002 trat JAL Cargo der Allianz bei. Zeitweise kontrollierte WOW 17 % des globalen Luftfrachtmarktes. WOW stand in direkter Konkurrenz zur größeren Frachtallianz SkyTeam Cargo, der gleichnamigen Allianz im Passagierbereich SkyTeam.
Im März 2008 kündigte der damalige Vorstandsvorsitzende der Lufthansa Cargo Carsten Spohr an, dass die Fluggesellschaft ihre Aktivitäten in der WOW-Allianz verringern werde. Die Zusammenarbeit mit den WOW-Partnern sei überflüssig geworden, da die Streckennetze der einzelnen Gesellschaften mittlerweile dicht genug seien. Darüber hinaus habe die Frachtallianz nie so gut funktioniert wie die des Vorbilds Star Alliance im Passagierbereich. Schuld daran seien nicht zuletzt fehlende Reservierungssysteme und Kundenbindungsprogramme. Lufthansa Cargo kündigte an, das WOW-Logo und die WOW-Lackierung der konzerneigenen McDonnell Douglas MD-11 im Rahmen der turnusgemäßen Wartung zu entfernen. 2009 verließ Lufthansa Cargo offiziell das Bündnis. 2010 schied auch JAL Cargo aus, da Japan Airlines im Rahmen ihrer Restrukturierung den Frachtverkehr einstellte. Damit verlor die Allianz zunehmend an Bedeutung. 
Auch die beiden letzten verbliebenen Mitglieder SAS Cargo und Singapore Airlines Cargo führten das Bündnis nicht mehr weiter. So konnte das Bündnis mit der Integration von Singapore Airlines Cargo in ihre Muttergesellschaft Singapore Airlines 2018, auch kein reines Frachtflugzeug mehr vorweisen. Ein formelles Enddatum des Bündnisses ist nicht bekannt.